# Louis-André de Beaussier de Châteauvert
Pour les articles homonymes, voir Famille de Beaussier, Beaussier et Châteauvert (homonymie).
Louis-André de Beaussier de Chateauvert, seigneur de Boissy-le-Sec et autres lieux, dit le comte de Châteauvert, né en 1724 à Toulon et mort le 21 mai 1789 à Bois-Josse, est un officier de marine français. Il sert dans la Marine royale pendant la seconde moitié du XVIIIe siècle et termine sa carrière avec le grade de chef d'escadre des armées navales (1782) et chevalier de Saint-Louis.

## Biographie

### Origines et famille
Louis-André de Beaussier appartient à la famille de Beaussier, originaire de Provence, rattachée selon certains auteurs et sans preuves à une famille de Beaussier que l'on trouve au XIIIe siècle. La filiation prouvée remonte à 1560 pour une branche éteinte d’abord condamnée pour usurpation de noblesse puis maintenue noble en 1700 et 1706, et à 1617 pour la branche de Châteauvert, anoblie en 1760 selon l’édit de 1750 sur la noblesse militaire (3 générations successives de chevaliers de Saint-Louis). « Depuis 1666, ils portent le patronyme qui est le plus répandu dans la marine royale. Sortis d'un maître d'équipage au temps de Louis XIV, ils donnent trois chefs d'escadre entre 1764 et 1789. La marine leur a procuré la noblesse en 1760 avec trois générations successives de chevaliers de Saint-Louis (…) Beaussier de Châteauvert, roturier jusqu'à l'âge de 36 ans, vient siéger aux États généraux comme député de la noblesse de Normandie. »). Elle a donné à la Marine royale dix-huit officiers dont trois officiers navigants et deux au service des ports, à la fin du XVIIe siècle).
Il est le fils aîné de André Beaussier de Châteauvert, chef d'escadre, et de Thérèse-Marie Giraudy de Piosin-Montauban  (1697-1741), sœur de Joseph Giraudy de Piosin, chef d'escadre, bailli de Malte. Son oncle, Louis-Joseph de Beaussier de l'Isle, sert lui dans la Marine, et parviendra également au grade de chef d'escadre.

### Carrière dans la Marine royale
Il fait sa première campagne en 1740, en qualité de garde de la marine, sur l'un des vaisseaux de l'escadre de la Roche-Allard, destinée à rejoindre Saint-Domingue. Il assiste au combat de Toulon, où se trouvaient son père et son oncle.
Il fait partie de l'expédition des îles Sainte-Marguerite, au cours de laquelle l'un de ses parents, Beaussier d'Eyraud, commandait l'artillerie; et enfin devint capitaine de la frégate la Syrène. En 1758, le comte de Beaussier commande en chef et escorte au Canada douze navires chargés de troupes et de munitions, ainsi que de présents pour les « sauvages ». La colonie, qui manquait de tout, est sauvée par l'arrivée de Beaussier. De toutes les flottes destinées à secourir le Canada, seule la sienne arrive à bon port. Quatre ans plus tard, le duc de Choiseuil lui confie la frégate la Malicieuse, quatre flûtes et deux navires armés de vingt canons, devant transporter à Saint-Domingue des troupes et des munitions, difficile entreprise qui est couronnée de succès.
Le ministre lui témoigne la satisfaction du Roi, et, à sa recommandation, accorde des récompenses aux capitaines et officiers qui avaient servi sous ses ordres. En 1772, Beaussier prend le commandement de la frégate l'Aurore, à bord de laquelle il croise pendant cinq mois sur les côtes de Saint-Domingue. Il capture treize de leurs navires et rétablit le commerce français dans cette colonie. De retour en France, il reçoit une commission de capitaine de vaisseau. Les négociants de Nantes, à son passage dans la ville, lui envoient les juges-consuls pour le complimenter, et ceux du Havre lui écrivent une lettre très flatteuse.
Beaussier commande l'Intrépide, en qualité de brigadier général, au fameux combat d'Ouessant, puis il fait avec distinction les campagnes d'Amérique de 1780 à 1782. Il commande le Royal-Louis, le Robuste, le Terrible. Il est élevé au grade de chef d'escadre en 1782, quelques mois avant la signature de la paix de Paris en 1783.
Roturier jusqu'à l'âge de 36 ans, le comte de Beaussier est nommé président de la noblesse pour l'arrondissement de Senonches, dans le Perche, à la formation de l'assemblée des notables. Mais il meurt 16 jours après l'ouverture des États généraux, sur sa terre du Bois-Josse ou à Paris, le 21 mai 1789.
Son frère cadet, Beaussier de Montauban capitaine de vaisseau en retraite (1779) et son cousin Louis-Emmanuel de Beaussier sont deux des très rares capitaines de vaisseau guillotinés en 1794.

## Mariage et descendance
Il épouse, le 15 octobre 1760, Françoise-Séraphine Jacquet de Cuvray, fille de Séraphin Jacquet de Cuvray, seigneur du Nouvet, près Verneuil dans le Perche, de laquelle il a un fils unique:
- Louis-André de Beaussier de Châteauvert (1765-1804)

### Sources et bibliographie
- Gustave Chaix d'Est-Ange, Dictionnaire des familles françaises anciennes ou notables à la fin du XIXe siècle, vol. 3, 1904 (lire en ligne), p. 205-207 ;
- Michel Vergé-Franceschi, Marine et Révolution. Les officiers de 1789 et leur devenir, Histoire, économie & société, 1990 (lire en ligne), p. 262 ;
- Jacques Aman, Les officiers bleus dans la marine française au XVIIIe siècle, Librairie Droz, 1976 (lire en ligne), p. 129 ;
- Ludovic de Magny, Le nobiliaire universel, Institut Héraldique, 1836 (lire en ligne), p. 219 ;
- Artefeuil et Louis Ventre, Histoire héroïque et universelle de la noblesse de Provence, vol. 3, Imprimerie de la veuve Girard, 1786 (lire en ligne), p. 41-42 ;